# Renzo Ragonesi
Renzo Ragonesi (Bologna, 17 settembre 1943) è un ex calciatore e allenatore di calcio italiano, di ruolo centrocampista.

## Carriera

### Giocatore
Dopo gli esordi con il Bologna con cui disputa 3 gare in Coppa Mitropa nel 1963, debutta in Serie B con il Catanzaro nel 1963-1964. In carriera disputa complessivamente in Serie B 222 partite segnando 11 gol con le maglie di Catanzaro, Alessandria, Venezia, Reggiana, Cesena, Parma e Modena.
Nel 1969-1970 debutta in Serie A con il Brescia. L'anno seguente il suo trasferimento al Cesena provoca un'inchiesta della Federcalcio che si conclude con un'archiviazione.

### Allenatore
Dopo aver allenato per mezza stagione il Forlì e la Primavera del Bologna, diventa allenatore in seconda di Franco Colomba nella Reggina, nell'Ascoli e nel Bologna nella stagione 2009-2010; alla vigilia dell'inizio del campionato 2010-2011, in seguito all'esonero di Colomba dalla panchina degli emiliani avvenuto il 29 agosto 2010, anche Ragonesi lascia l'incarico di vice allenatore. Nel proseguimento della stagione 2010-2011 diventa collaboratore tecnico del Parma.

## Palmarès

### Giocatore
- Campionato italiano Serie C: 2

SPAL: 1972-1973 (girone B)
Modena: 1974-1975 (girone B)